# 福州麻雀

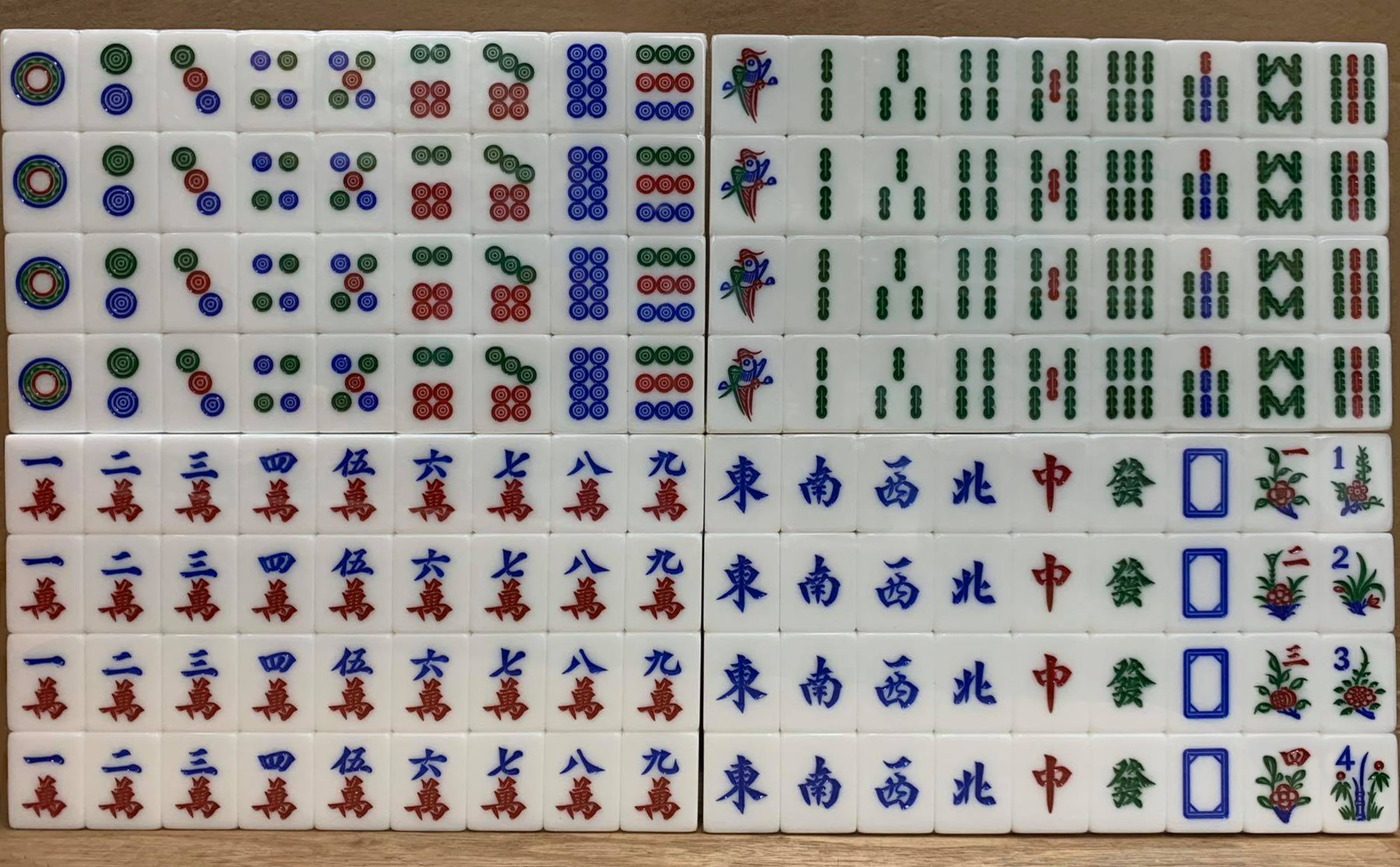
一副完整的福州麻雀牌

福州麻雀（平話字：Hók-ciŭ mà-chiók、mà-chiók），是福州常見的麻雀遊戲玩法，通常以算分数决定了最终的输赢。

## 流程
第一局由坐在桌子左面的玩家掷骰子确定庄家，并开始发牌，以后每局按逆时针顺序更换庄家（或庄家和了，可连庄）； 确定庄家后开始抓牌，抓牌每次两墩（4张），共4次，然后庄家再抓一张（叫“开门”），庄家共抓牌17张，其他三家各抓牌16张。
抓完牌后开始进行补牌（所有的“东南西北中”都是花，都要补牌），补牌顺序由庄家开始，然后按逆时针顺序进行，如果补进的牌还有要补的牌，则进行第二次补牌，直到各家补完为止。
补完牌后开始“开金”，有些地方“开金”是直接在补牌位的第一张开，本游戏采用由庄家掷骰子“开金”的办法。注：“金”即“联众麻将”中的“混”，各地的叫法各有不同。
每局游戏都由庄家先出牌，出牌后各家进行“吃碰（杠）和”的判断，若均无“吃碰（杠）和”，则后由下一家抓牌；若遇到有“吃碰（杠）和”时，按先和、再碰（杠）、后吃的顺序进行，“吃碰 （杠）”后，由该家出牌。若有两家以上同时“和”，则按出牌位的打牌顺序确定先“和”者。
游戏者依次轮流抓牌和出牌，直到某家“和牌”或“荒牌（臭庄）”；
一般情况下最后留18张，但每有人有一个明杠多留一张，有一个暗杠多留两张（4个一样的花也算暗杠多留两张）。最后可抓的4张牌（即除去剩张可抓的牌）为最后一出牌，最后一出牌不再补花和出牌。

## 和牌
由於福州麻雀是無番和，所以和牌規矩也相對簡單，基本靠運氣。

### 平和
一副牌通过组合“对子”（三张相同的牌）“顺子”（三张连续的牌）和“雀”（也称为“将”，即两张相同的牌）而和的牌；若由“金”（“金”即可以代替任何牌的特殊牌，由庄家在各家补完牌后开出的一张牌）做“雀”，则为“金雀”。

### 三頭金
手裡擁有三只“金”就能和牌。

### 抢金
各家抓完牌后，庄家打出第一张牌再抓入一只“金”即和或闲家在庄家打出第一张牌后抓入一只“金”後就能和牌。

### 金將（金當雀頭）
手裡擁有二只“金”，為其他都組成面子（順子＋順子＋刻子）為和牌形。

## 計分
和牌后得分的计算方法为：底分（3分）＋“金”个数＋字（也称花）个数＋明杠个数＋暗杠个数×2＋连庄次数×2＋字杠个数×2。然后再乘上和牌类型的番数（平和一番、自摸二番、三金倒三番、金雀四番，抢金五番）。
有人“点炮”时和家照赢三家（这点与其他地方的麻雀不一样）。
闲家和牌时，庄家若超过一连庄，则加输连庄的次数×2的分。

## 術語
在福州麻雀的過程裡，會使用上一些閩語的麻雀術語。
- 𠕆：硬。麻雀中用来形容上家给的牌不好。

- 甜：在麻雀中用于形容上家给的牌很好。

- 凑骹：打牌时三缺一，再找一个，凑足不满的人数。

- 麻雀骹：一起打麻雀的朋友。

- 金：全部人补好花牌后，在补花牌这侧翻一张牌，把牌摊开放在牌堆上。这张牌就叫做“金”，这个过程叫“开金”。“金”是替子，在和牌的时候，可以用来代替任何的字牌，组成雀或者顺子。

- 抢金：开金之后，符合和牌条件，把“金”拿进来就和牌。

- 三头金：也称“三金倒”。摸到三张金（也就是除了开金开的那张以外，所有的金都在同一人手中） 运气太好了，直接算赢。

- 金雀：和牌的时候，对子是金。

- 企顶：庄家和牌，继续做庄家。也称站庄。

- 二索：即“二条”。麻雀牌名。

- 二饼：即“二筒”。麻雀牌名。

- 八饼：麻雀牌名。福州话中用来比喻人脸长得难看。